# Ekaterina Michajlovna Romanova
Ekaterina Michajlovna Romanova (russo: Екатерина Михайловна, Ekaterina Mikhailovna) (San Pietroburgo, 28 agosto 1827 – San Pietroburgo, 12 maggio 1894) era la terza figlia del granduca Michail Pavlovič Romanov e di sua moglie Carlotta di Württemberg (Elena Pavlovna dopo la conversione all'ortodossia).

## Biografia
Sua madre si occupò della sua educazione, scegliendo personalmente gli insegnanti che dovevano insegnare alla Granduchessa le lingue straniere, il canto e il disegno.
Cresciuta con la famiglia nel Palazzo Michailovskij, il 6 febbraio 1851 a San Pietroburgo sposò il duca Giorgio Augusto di Meclemburgo-Strelitz (1824-1876), ultimo figlio del granduca Giorgio di Meclemburgo-Strelitz (1779-1860) e della principessa Maria di Assia-Kassel (1796-1880). Amava suo marito profondamente e devotamente. Ebbero quattro figli:
- Nicola (1854)
- Elena (1857-1936), sposò Alberto di Sassonia-Altenburg
- Giorgio Alessandro (1859-1909), sposò morganaticamente Natal'ja Fëdorovna Vonljarljarskaja, diventando padre del conte di Passow Giorgio Alessandro di Meclemburgo-Strelitz, capo della dinastia dal 1934, e nonno di Borwin di Meclemburgo, attuale pretendente.
- Carlo Michele (1863-1934), rinunciò alla successione nel 1918.

Morì il 30 aprile 1894, "dopo una lunga e penosa malattia". È sepolta nella Cattedrale di Pietro e Paolo a San Pietroburgo.

## Ascendenza
|                                        |                               |                                                    | Genitori                                                 |  |  | Nonni |  |  | Bisnonni                |  |  | Trisnonni                              |  |
|                                        |                               |                                                    |                                                          |  |  |       |  |  | 8. Pietro III di Russia |  |  | 16. Carlo Federico di Holstein-Gottorp |  |
|                                        |                               |                                                    |                                                          |  |  |       |  |  | 8. Pietro III di Russia |  |  | 16. Carlo Federico di Holstein-Gottorp |  |
|                                        |                               | 17. Anna Petrovna Romanova                         |                                                          |  |  |       |  |  | 8. Pietro III di Russia |  |  |                                        |  |
| 4. Paolo I di Russia                   |                               |                                                    |                                                          |  |  |       |  |  | 8. Pietro III di Russia |  |  |                                        |  |
|                                        |                               | 9. Caterina II di Russia                           | 18. Cristiano Augusto di Anhalt-Zerbst                   |  |  |       |  |  |                         |  |  |                                        |  |
|                                        |                               | 9. Caterina II di Russia                           | 18. Cristiano Augusto di Anhalt-Zerbst                   |  |  |       |  |  |                         |  |  |                                        |  |
|                                        |                               | 9. Caterina II di Russia                           | 19. Giovanna di Holstein-Gottorp                         |  |  |       |  |  |                         |  |  |                                        |  |
| 2. Michail Pavlovič Romanov            |                               | 9. Caterina II di Russia                           |                                                          |  |  |       |  |  |                         |  |  |                                        |  |
|                                        |                               | 10. Federico II Eugenio di Württemberg             | 20. Carlo I Alessandro di Württemberg                    |  |  |       |  |  |                         |  |  |                                        |  |
|                                        |                               | 10. Federico II Eugenio di Württemberg             | 20. Carlo I Alessandro di Württemberg                    |  |  |       |  |  |                         |  |  |                                        |  |
|                                        |                               | 10. Federico II Eugenio di Württemberg             | 21. Maria Augusta di Thurn und Taxis                     |  |  |       |  |  |                         |  |  |                                        |  |
| 5. Sofia Dorotea di Württemberg        |                               | 10. Federico II Eugenio di Württemberg             |                                                          |  |  |       |  |  |                         |  |  |                                        |  |
|                                        |                               | 11. Federica Dorotea di Brandeburgo-Schwedt        | 22. Federico Guglielmo di Brandeburgo-Schwedt            |  |  |       |  |  |                         |  |  |                                        |  |
|                                        |                               | 11. Federica Dorotea di Brandeburgo-Schwedt        | 22. Federico Guglielmo di Brandeburgo-Schwedt            |  |  |       |  |  |                         |  |  |                                        |  |
|                                        |                               | 11. Federica Dorotea di Brandeburgo-Schwedt        | 23. Sofia Dorotea di Prussia                             |  |  |       |  |  |                         |  |  |                                        |  |
| 1. Ekaterina Michajlovna Romanova      |                               | 11. Federica Dorotea di Brandeburgo-Schwedt        |                                                          |  |  |       |  |  |                         |  |  |                                        |  |
|                                        | 12. Federico I di Württemberg | 24. Federico II Eugenio di Württemberg (= 10)      |                                                          |  |  |       |  |  |                         |  |  |                                        |  |
|                                        | 12. Federico I di Württemberg | 24. Federico II Eugenio di Württemberg (= 10)      |                                                          |  |  |       |  |  |                         |  |  |                                        |  |
|                                        | 12. Federico I di Württemberg | 25. Federica Dorotea di Brandeburgo-Schwedt (= 11) |                                                          |  |  |       |  |  |                         |  |  |                                        |  |
| 6. Paolo Federico di Württemberg       | 12. Federico I di Württemberg |                                                    |                                                          |  |  |       |  |  |                         |  |  |                                        |  |
|                                        |                               | 13. Augusta di Brunswick-Wolfenbüttel              | 26. Carlo Guglielmo Ferdinando di Brunswick-Wolfenbüttel |  |  |       |  |  |                         |  |  |                                        |  |
|                                        |                               | 13. Augusta di Brunswick-Wolfenbüttel              | 26. Carlo Guglielmo Ferdinando di Brunswick-Wolfenbüttel |  |  |       |  |  |                         |  |  |                                        |  |
|                                        |                               | 13. Augusta di Brunswick-Wolfenbüttel              | 27. Augusta di Hannover                                  |  |  |       |  |  |                         |  |  |                                        |  |
| 3. Carlotta di Württemberg             |                               | 13. Augusta di Brunswick-Wolfenbüttel              |                                                          |  |  |       |  |  |                         |  |  |                                        |  |
|                                        |                               | 14. Federico di Sassonia-Altenburg                 | 28. Ernesto Federico III di Sassonia-Hildburghausen      |  |  |       |  |  |                         |  |  |                                        |  |
|                                        |                               | 14. Federico di Sassonia-Altenburg                 | 28. Ernesto Federico III di Sassonia-Hildburghausen      |  |  |       |  |  |                         |  |  |                                        |  |
|                                        |                               | 14. Federico di Sassonia-Altenburg                 | 29. Ernestina Augusta di Sassonia-Weimar                 |  |  |       |  |  |                         |  |  |                                        |  |
| 7. Carlotta di Sassonia-Hildburghausen |                               | 14. Federico di Sassonia-Altenburg                 |                                                          |  |  |       |  |  |                         |  |  |                                        |  |
|                                        |                               | 15. Carlotta di Meclemburgo-Strelitz               | 30. Carlo II di Meclemburgo-Strelitz                     |  |  |       |  |  |                         |  |  |                                        |  |
|                                        |                               | 15. Carlotta di Meclemburgo-Strelitz               | 30. Carlo II di Meclemburgo-Strelitz                     |  |  |       |  |  |                         |  |  |                                        |  |
|                                        |                               | 15. Carlotta di Meclemburgo-Strelitz               | 31. Federica d'Assia-Darmstadt                           |  |  |       |  |  |                         |  |  |                                        |  |
|                                        |                               | 15. Carlotta di Meclemburgo-Strelitz               |                                                          |  |  |       |  |  |                         |  |  |                                        |  |